# Protoceratidae
De Protoceratidae zijn een familie van uitgestorven evenhoevigen. Soorten uit deze groep leefden van het Laat-Eoceen tot Vroeg-Plioceen in Noord- en Midden-Amerika.

## Uiterlijk en leefwijze
De protoceratiden waren één tot twee meter lang en hadden het uiterlijk van herten. Ze waren echter nauwer verwant aan de kamelen. Het opvallendste kenmerk van deze dieren waren de benige uitgroeisels op de kop, die waarschijnlijk gebruikt werden voor uiterlijk vertoon en bij gevechten tussen rivalen en met roofdieren. Bij sommige geslachten, als de naamgever Protoceras, bleven de uitgroeisels beperkt tot een paar beenknobbels bedekt met huid, maar met name de latere geslachten Syndyoceras en Synthetoceras hadden complexe, gevorkte uitgroeisels. De eerste protoceratiden hadden bovenste snijtanden, die bij de latere vormen ontbraken. Het aantal tenen aan iedere voet nam in de loop der tijd af van vier tot twee gehoefde tenen.

## Fossielen
Fossielen van protoceratiden zijn gevonden van Saskatchewan in Canada tot aan het bekken van het Panamakanaal (Culebra-kloof). Het merendeel van de vondsten is gedaan in de Verenigde Staten.